# Pallavolo Franco Tigano
La Pallavolo Franco Tigano è una società pallavolistica maschile italiana con sede a Palmi: milita nel campionato di Serie A2.

## Storia
La Pallavolo Franco Tigano viene fondata nel 2018 e, grazie all'acquisto del titolo sportivo dalla Spes Praia a Mare, debutta in Serie B nella stagione 2018-19: dopo aver chiuso il proprio girone in prima posizione, ottiene la promozione in Serie A3, grazie alla vittoria dei play-off promozione.
Esordisce in Serie A3 nella stagione 2019-20: nella stagione successiva partecipa per la prima volta ai play-off promozione uscendo agli ottavi di finale, mentre in quella 2021-22 si qualifica per la prima volta alla Coppa Italia di Serie A3. Nella stagione 2023-24, ancora in Serie A3, ottiene le vittorie sia nella Coppa Italia sia nella Supercoppa di categoria.
Al termine dalla stagione acquista il titolo sportivo dalla Lupi Santa Croce e viene ammessa in Serie A2.

## Rosa 2024-2025
| N° | Nome                     | Ruolo | Data di nascita   | Nazionalità sportiva |
| -- | ------------------------ | ----- | ----------------- | -------------------- |
| 1  | Gabriele Mariani         | P     | 16 maggio 2005    | Italia               |
| 3  | Cristian Iovieno         | O     | 24 gennaio 2002   | Italia               |
| 4  | Carmelo Gitto            | C     | 3 luglio 1987     | Italia               |
| 5  | Francesco Donati         | L     | 3 luglio 2001     | Italia               |
| 6  | Lorenzo Sperotto         | P     | 28 aprile 1999    | Italia               |
| 8  | Graziano Maccarone       | C     | 26 agosto 1996    | Italia               |
| 10 | Francesco Corrado        | S     | 10 maggio 1997    | Italia               |
| 13 | Francesco Prosperi Turri | L     | 13 giugno 2001    | Italia               |
| 14 | Lorenzo Sala             | O     | 15 settembre 2002 | Italia               |
| 16 | Gianluca Concolino       | C     | 8 giugno 1991     | Italia               |
| 18 | Peppino Carbone          | S     | 24 dicembre 1996  | Italia               |
| 23 | Klistan Lawrence         | S     | 7 gennaio 2003    | Porto Rico           |
| 80 | Francesco Guastamacchia  | C     | 25 novembre 2003  | Italia               |
| 99 | Felipe Benavídez         | S     | 31 gennaio 1997   | Portogallo           |

## Palmarès
- Coppa Italia di Serie A3: 1

2023-24
- Supercoppa italiana di Serie A3: 1

2024